# Championnat américain de course automobile 1922
Navigation
1921 1923
Le Championnat américain de course automobile 1922 est la cinquième édition du championnat de monoplace nord-américain et s'est déroulé du 5 mars au 13 décembre sur 20 épreuves dont 18 comptant pour le classement final. Ce championnat est organisé par l'Association américaine des automobilistes (AAA).

## Calendrier
| no | Date         | Course                   | Circuit                     | Lieu                      | Type  | Pole Position | Vainqueur      |
| -- | ------------ | ------------------------ | --------------------------- | ------------------------- | ----- | ------------- | -------------- |
| 1  | 5 mars       | Beverley Hills Race      | Los Angeles Motor Speedway  | Beverly Hills, Californie | Board | —             | Tommy Milton   |
| 2  | 2 avril      | Beverley Hills Heat 1    | Los Angeles Motor Speedway  | Beverly Hills, Californie | Board | —             | Pietro Bordino |
| 3  | 2 avril      | Beverley Hills Heat 2    | Los Angeles Motor Speedway  | Beverly Hills, Californie | Board | —             | Tommy Milton   |
| 4  | 2 avril      | Beverley Hills Heat 3    | Los Angeles Motor Speedway  | Beverly Hills, Californie | Board | Frank Elliott | Jimmy Murphy   |
| 5  | 2 avril      | Beverley Hills Heat 4    | Los Angeles Motor Speedway  | Beverly Hills, Californie | Board | —             | Frank Elliott  |
| 6  | 2 avril      | Beverley Hills Main      | Los Angeles Motor Speedway  | Beverly Hills, Californie | Board | Frank Elliott | Tommy Milton   |
| 7  | 16 avril     | Golden State Motor Derby | San Francisco Speedway      | San Carlos, Californie    | Board | —             | Harry Hartz    |
| 8  | 27 avril     | Raisin Day Classic       | Fresno Speedway             | Fresno, Californie        | Board | —             | Jimmy Murphy   |
| 9  | 7 mai        | Cotati Race 1            | Cotati Speedway             | Santa Rosa, Californie    | Board | —             | Jimmy Murphy   |
| 10 | 7 mai        | Cotati Race 2            | Cotati Speedway             | Santa Rosa, Californie    | Board | —             | Pietro Bordino |
| 11 | 30 mai       | 500 miles d'Indianapolis | Indianapolis Motor Speedway | Speedway, Indiana         | Brick | Jimmy Murphy  | Jimmy Murphy   |
| 12 | 17 juin      | Universal Trophy         | Uniontown Speedway          | Hopwood, Pennsylvanie     | Board | Jimmy Murphy  | Jimmy Murphy   |
| 13 | 4 juillet    | Tacoma Montamarathon     | Tacoma Speedway             | Tacoma, Washington        | Board | Jimmy Murphy  | Tommy Milton   |
| 14 | 6 août       | Cotati Race 3            | Cotati Speedway             | Santa Rosa, Californie    | Board | —             | Frank Elliott  |
| 15 | 6 août       | Cotati Race 4            | Cotati Speedway             | Santa Rosa, Californie    | Board | —             | Frank Elliott  |
| 16 | 17 septembre | Kansas City Race         | Kansas City Speedway        | Kansas City, Missouri     | Board | Bennett Hill  | Tommy Milton   |
| 17 | 30 septembre | Fresno Race              | Fresno Speedway             | Fresno, Californie        | Board | Art Klein     | Bennett Hill   |
| 18 | 3 décembre   | Beverley Hills Race      | Los Angeles Motor Speedway  | Beverly Hills, Californie | Board | Al Melcher    | Jimmy Murphy   |

## Classement
| Pos.     | Pilote        | Voiture           | Points |
| -------- | ------------- | ----------------- | ------ |
| Champion | Jimmy Murphy  | Miller Duesenberg | 3420   |
| 2e       | Tommy Milton  | Miller            | 1920   |
| 3e       | Harry Hartz   | Duesenberg        | 1788   |
| 4e       | Frank Elliott | Miller            | 905    |
| 5e       | Bennett Hill  | Miller            | 459    |

## Courses organisées par l'AAA ne comptant pas pour le championnat
| Date         | Course          | Circuit                    | Lieu                   | Type  | Pole Position | Vainqueur  |
| ------------ | --------------- | -------------------------- | ---------------------- | ----- | ------------- | ---------- |
| 14 juin      | San Carlos Race | San Francisco Speedway     | San Carlos, Californie | Board | —             | Joe Thomas |
| 16 septembre | Syracuse 50     | New York State Fairgrounds | Syracuse, New York     | Dirt  | —             | Tom Alley  |